# Alfonso II. d’Este

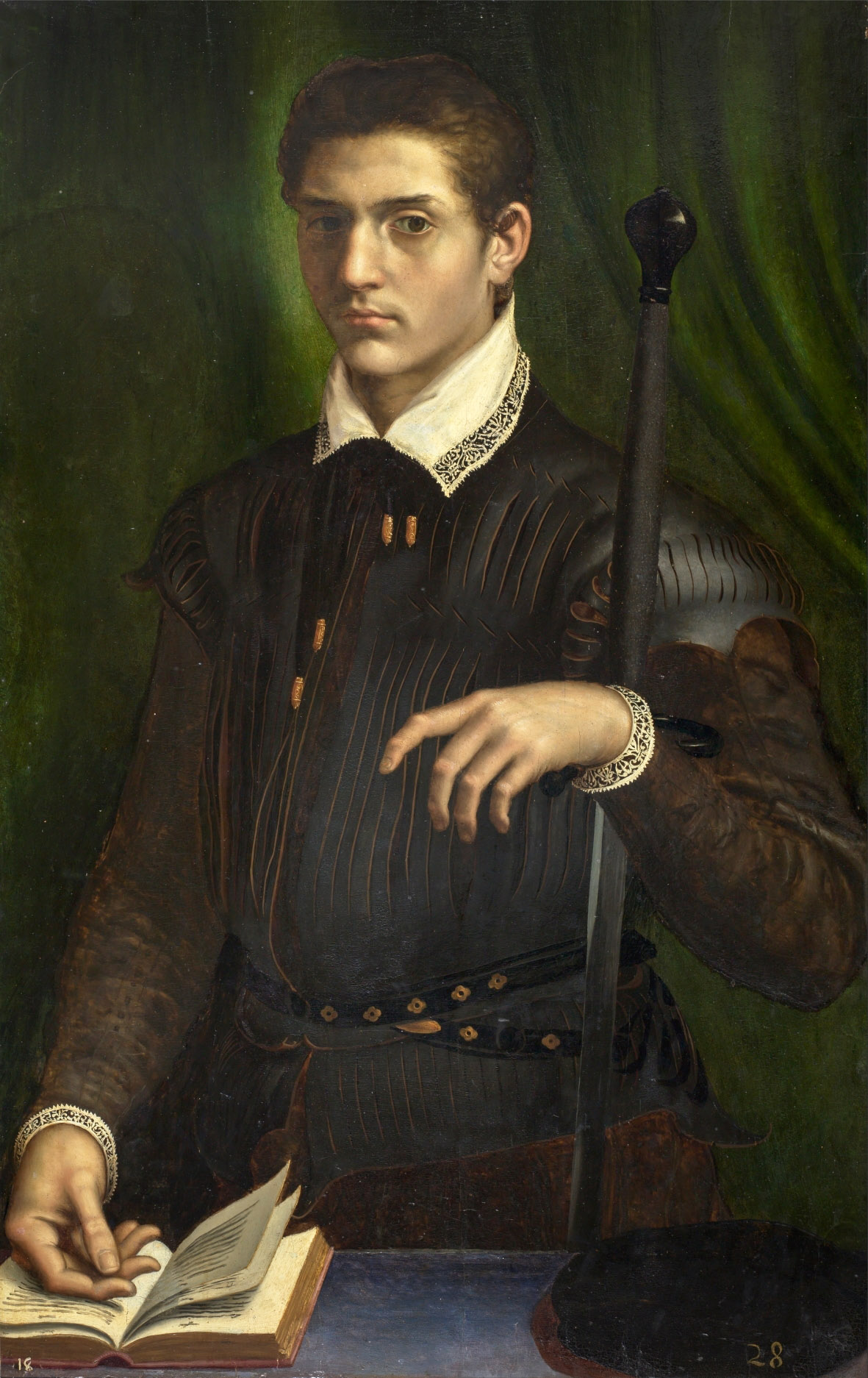
Alfonso II. d’Este (Jugendportrait)

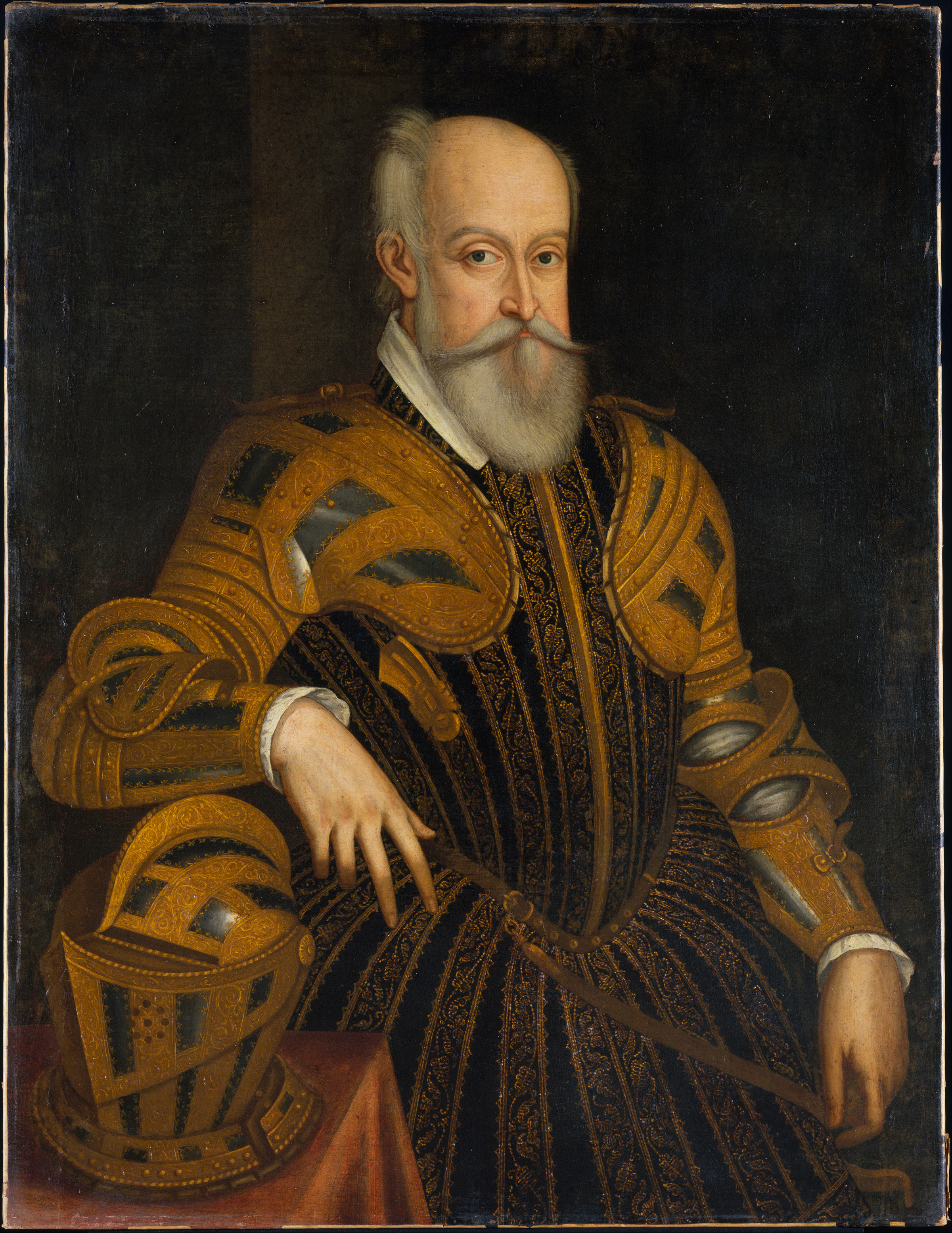
Alfonso II. d’Este im Alter

Alfonso II. d’Este (* 22. November 1533; † 27. Oktober 1597) aus dem Hause Este war der älteste Sohn Ercoles II. d’Este und seiner Ehefrau Renée de France. Von 1559 bis zu seinem Tod war er als Nachfolger seines Vaters Herzog von Ferrara, Modena und Reggio.

## Leben
Alfonso nahm 1566 am Feldzug seines Schwagers Kaiser Maximilian II. gegen die Osmanen teil. 1574 kandidierte er für die Krone von Polen, wurde aber nicht gewählt.
Alfonso II. schloss drei Ehen:
- im Juni 1558 mit Lucrezia de’ Medici (1545–1561), einer Tochter Herzog Cosimos I. von Florenz,
- am 5. Dezember 1565 mit Barbara von Österreich (1539–1572), einer Tochter Kaiser Ferdinands I.,[1] und
- am 24. Februar 1579 mit Margherita Gonzaga (1564–1618), einer Tochter Herzog Guglielmo Gonzagas von Mantua.

Da alle drei Ehen kinderlos blieben, setzte er seinen Vetter Cesare d’Este, den Sohn seines Onkels Alfonso d’Este, Markgraf von Montecchio, zu seinem Erben ein. Papst Clemens VIII. erkannte diese Regelung wegen der außerehelichen Geburt Alfonsos von Montecchios nicht an, zog Ferrara 1598 als erledigtes Lehen ein und gliederte es dem Kirchenstaat an.
1577 verkaufte Alfonso II. für 70.000 ferraresischen Goldscudi die Markgrafenschaft Vignola bei Modena an den Papst Gregor XIII. bzw. an dessen Sohn Giacomo Boncompagni.

## Förderer der Künste und Wissenschaften
Alfonso II. erhob den Ruhm Ferraras zu seiner höchsten Blüte. Wie seine Vorgänger förderte er Künste und Wissenschaften. Er war der Mäzen der Dichter Torquato Tasso und Giovanni Battista Guarini sowie des Philosophen Cesare Cremonini. Sein Hoforganist war Luzzasco Luzzaschi.
Zudem unterstützte er das Concerto delle donne, worauf sich die Idee eines Ensembles von Musikerinnen über ganz Italien verbreitete. Er ließ auch das Castello Estense renovieren, nachdem es durch ein Erdbeben 1570 beschädigt worden war.
Die entsprechenden Ausgaben gingen hingegen zu Lasten der Staatskasse.

## Ehrungen
Nach ihm benannt ist eine Pflanzengattung Alfonsia Kunth 1815 aus der Familie der Palmen (Arecaceae).